# Вершинин, Дмитрий Сергеевич
Дмитрий Сергеевич Вершинин (род. 25 сентября 1969, Темиртау, Карагандинская область) — советский и российский хоккеист, нападающий. Российский тренер.

## Биография
Дебютировал в первенстве СССР в сезоне 1986/87 второй лиги за команду «Строитель» Темиртау. После шести лет выступлений (в 1991 году команда была переименована в «Булат») перешёл в российский «Кристалл» Электросталь, в составе которого в сезоне 1994/95 дебютировал в МХЛ. В 1998 году перешёл в другую команду РХЛ ЦСКА. Играл в низших лигах России за клубы «Спартак» Москва (1999/2000), «Химик» Воскресенск (2000/01), «Кристалл» Саратов (2000/01), «Липецк» (2000/01, 2002/03), «Витязь» Подольск — Чехов (2001/02 — 2002/03, 2003/04 — 2004/05),
«Кристалл» Электросталь (2004/05, 2006/07 — 2007/08), «Газовик» Тюмень (2004/05 — 2005/06), «Дмитров» (2005/06 — 2006/07), «Капитан» Ступино (2008/09), «Владимир» (2009/10).
Юношеский тренер в «Олимпийце» Балашиха (2010—2014). Главный тренер «Кристалла» Электросталь (2014/15, до 26 декабря). В сезоне 2015/16 — старший (до 29 января) и главный тренер «Дизеля» Пенза. Тренер (2016/17), главный тренер (2017/18, по 8 декабря), старший тренер (8 декабря 2017—2018/19) воскресенского «Химика». Тренер ХК «Красная армия» (МХЛ, 2019/20, до 7 октября). Главный тренер команды МХЛ СКА-Варяги (2020/21, до 14 января). Тренер (с 15 января 2021 до конца сезона) и главный тренер (2021/22, до 12 сентября) «СКА-1946». С 27 января по 25 февраля 2023 — исполняющий обязанности главного тренера МХК «Динамо» (СПб), затем — тренер команды. Тренер юношеских команд в школах «СКА-Серебряные львы» (2023—2024) и СКА (2024—2025). Перед сезоном-2025/26 стал главным тренером новосозданного клуба НМХЛ «Ленинградец».